# Euphyia pallida
Euphyia pallida là một loài bướm đêm trong họ Geometridae.